# Aphelinoidea xenos
Aphelinoidea xenos is een vliesvleugelig insect uit de familie Trichogrammatidae. De wetenschappelijke naam is voor het eerst geldig gepubliceerd in 1924 door Timberlake.